# Pedra emmotllada

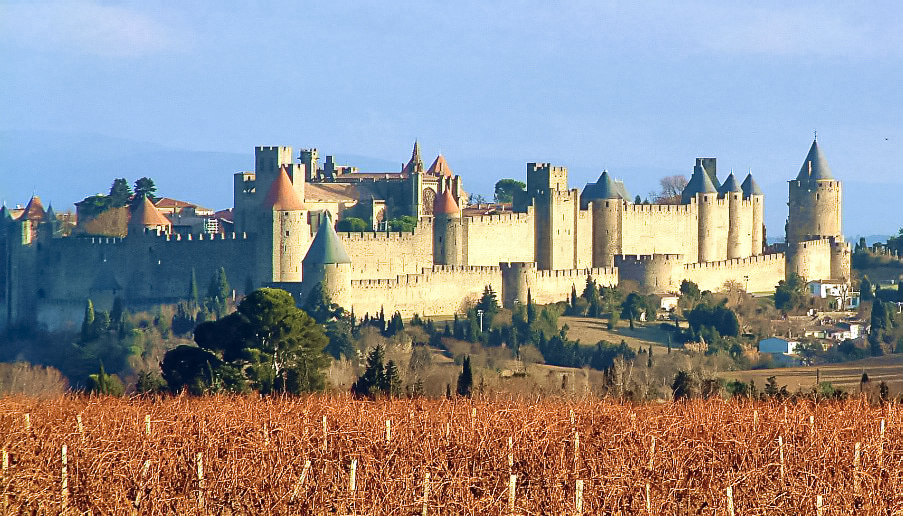
La ciutat emmurallada de Carcassona

La pedra emmotllada és un material de construcció de ciment refinat fabricada per simular pedra tallada natural, utilitzada en aplicacions d'arquitectura. Al Regne Unit i Europa, per pedra emmotllada s'entén qualsevol material fabricat amb agregats i aglutinant de ciment, destinat a simular l'aparença de la pedra natural, i que pot ser utilitzat d'una manera similar a la a pedra natural.
La pedra emmotllada és o bé un producte de maçoneria, utilitzat com a element arquitectònic, ornament d'ajust, o bé un recobriment d'edificis o altres estructures, que també pot ser utilitzat com ornament de jardí.

## Característiques

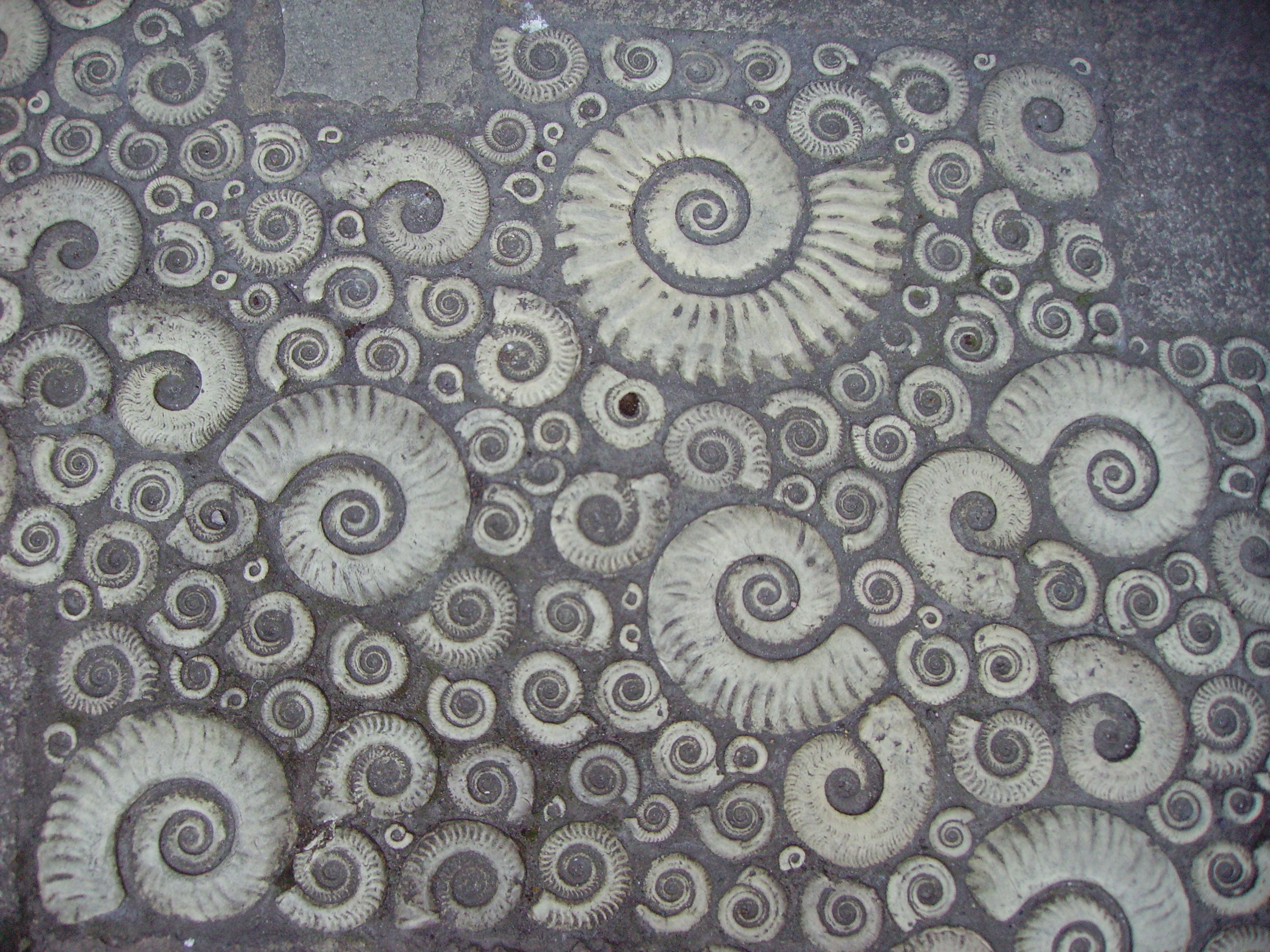
Ammonites a un terra de pedra emmotllada, davant del museu de Philpot, Lyme Regis

La pedra emmotllada pot estar feta de ciment blanc o gris (o una barreja de totes dues), sorres fabricades o naturals, pedra triturada acuradament seleccionada o àrids naturals amb pigments minerals colorants per aconseguir l'aparença i el color desitjat. La pedra emmotllada és un excel·lent reemplaçament per a la pedra tallada natural calcària, gres, marès, pedra blava, granit, pissarra, corall, travertí i altres pedres de construcció naturals, ja que les propietats físiques duradores d'aquesta es mantenen millor que a la majoria de pedres tallades naturals de construcció.

## Piràmides d'Egipte
Alguns investigadors, entre ells Anatoli Fomenko, han especulat que les piràmides d'Egipte es van construir a partir d'algun tipus de pedra artificial (emmotllada in situ), en lloc de fer-ho a partir de blocs de pedra tallada arrossegats des de grans distàncies.

## Història

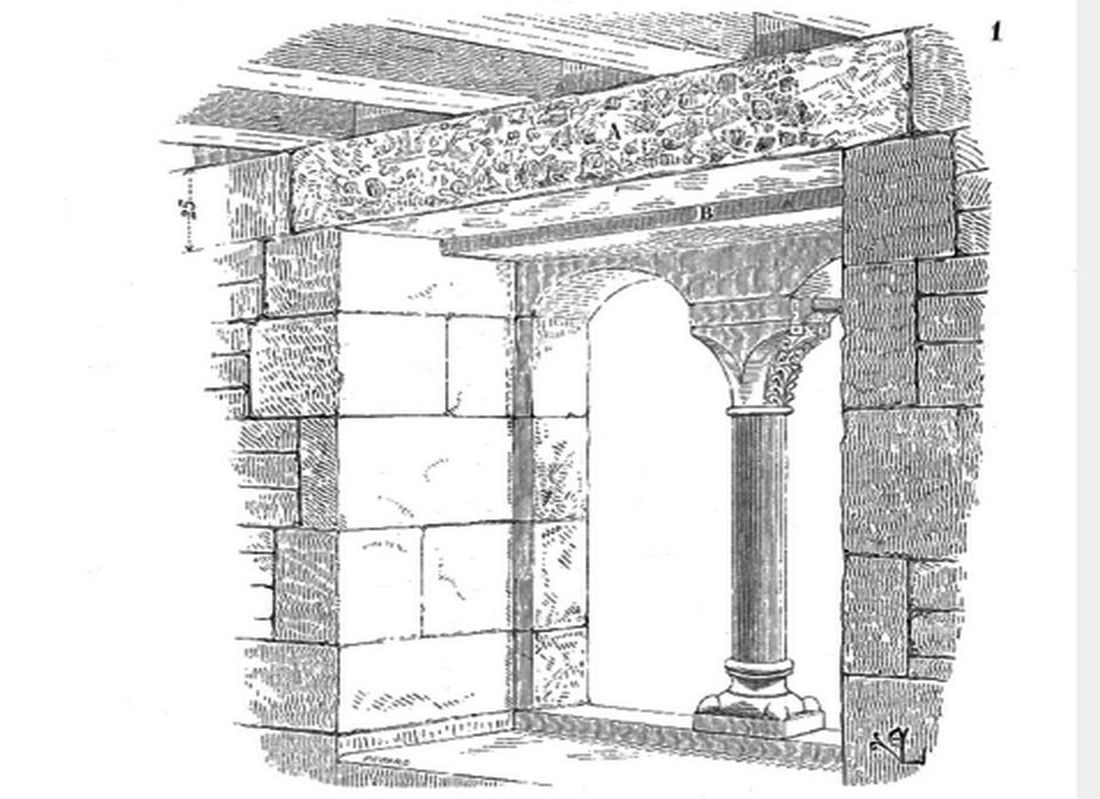
Llinda de Carcassona mostra de pedra artificial medieval(1138)

La pedra emmotllada ha estat un material de construcció molt emprat durant centenars d'anys. El primer ús conegut de pedra emmotllada  data de l'any 1138 i es pot veure a les llindes i arcs de porta de Carcassona, França, la ciutat que conté les millors restes d'una fortificació de l'edat mitjana a Europa., encara que fou restaurada per Viollet-le-Duc al segle xix, que va decidir tapar les torrasses emmerletades, amb teulades en forma de con.
La pedra emmotllada va ser àmpliament utilitzada per primera vegada a Londres al segle XIX i va guanyar àmplia acceptació als Estats Units la dècada de 1920.
Un dels primers desenvolupaments de la indústria va ser la pedra de Coade, una ceràmica cuita, encara que de fet, la major part de les pedres artificials estan compostes de formigó refinat fent servir, o bé motlles de fusta, o bé motlles de fibra de vidre amb revestiment de cautxú o també motlles de ferro. Era més barata i més uniforme que la pedra natural, i va ser àmpliament utilitzada en la construcció en general o en projectes d'enginyeria civil. Tenia l'avantatge que el cost del transport dels materials a granel emmotllant-los prop del lloc de la seva aplicació, era més barat de transportar grans blocs de pedra grans distàncies.